# Хинчинбрук (остров, Аляска)
Хинчинбрук (англ. Hinchinbrook Island) — остров в заливе Аляска, у входа в пролив Принца Уильяма. В административном отношении относится к зоне переписи населения Чугач, штат Аляска, США.
Расположен к северо-востоку от острова Монтагью и к западу от острова Хокинс. Составляет примерно 35 км в длину. Площадь Хинчинбрука составляет 445,4 км², что делает его 37-м крупнейшим островом США. Постоянное население по данным переписи 2000 года составляет 5 человек.
Маяк Кейп-Хинчинбрук расположен вблизи юго-западной оконечности острова. Также, на юго-западе острова, на берегу залива Порт-Этчес, находится заброшенная деревня Нучек.